# San José, Coronango
San José är en ort i Mexiko.   Den ligger i kommunen Coronango och delstaten Puebla, i den sydöstra delen av landet, 100 km öster om huvudstaden Mexico City. San José ligger 2 188 meter över havet och antalet invånare är 177.
Terrängen runt San José är en högslätt, och sluttar söderut. Runt San José är det mycket tätbefolkat, med 1 573 invånare per kvadratkilometer. Närmaste större samhälle är Puebla de Zaragoza, 10,9 km sydost om San José. Omgivningarna runt San José är en mosaik av jordbruksmark och naturlig växtlighet.